# FRANK -フランク-
『FRANK -フランク-』（原題:Frank）は2014年にアイルランドとイギリスで公開されたコメディ映画である。監督はレニー・エイブラハムソン、主演はマイケル・ファスベンダーとドーナル・グリーソンが務めた。本作はジョン・ロンソンが雑誌に寄稿した一連の記事を原作としている。

## ストーリー
ジョン・バロウズはイングランドの田舎町に暮らしていたが、都会に出てシンガーソングライターになることを夢見ていた。ジョンが海岸沿いを散歩していると、入水自殺しようとしている男性が目に入った。何とか男を救助したジョンは、彼と共に救急車で病院へ行くこととなった。彼はソロンフォルブスという前衛バンドのキーボーディストとして活動していた。ジョンは駆けつけたバンドマネージャーに欠けたキーボーディストの代役として自分を売り込むことに成功し、その夜のミニコンサートに出演することとなった。ジョンは会場で初めてフランクに会う。フランクは巨大なかぶり物で顔を覆った奇妙な人物だった。しかし、フランク以外のメンバーはジョンと共演することを露骨に嫌がった。コンサートが始まる前の雰囲気は良いものではなかったが、いざ始まってみると大いに盛り上がった。ところが、クララが突然テルミンを破壊して中途退場したため、コンサートは台無しになってしまった。
コンサートの演奏を聴いてジョンをますます気に入ったフランクは、彼を正式にバンドメンバーに加えた。バンドメンバーはファースト・アルバムの録音のために、アイルランドの田舎にあるキャビンに籠もりきりになった。ドンは作詞家になりたいと願っているのだが、詩の出来が悪いのだという。しかし、ジョンが実際にドンの曲を聴いてみると、悪くないどころか素晴らしい出来のものであった。アルバムが完成した日の翌朝、ジョンはフランクと思しき人間が木で首をつっているのを発見した。バンドメンバーを叩き起こした後に死体を地面におろすと、その死体はドンのものであると判明する。彼はフランクのかぶり物をかぶって自殺したのであった。ドンを荼毘に付している最中、ジョンはドンがキーボード担当であったことを知った。やりきれないジョンはバンドのアルバム収録中の映像をTwitterとYouTubeに投稿した。ネット上で注目を集めたソロンフォルブスは、サウス・バイ・サウスウエストに招待されることとなった。その後、クララの挑発に乗ってセックスをしてしまったジョンだったが、クララに認められたわけではなかった。クララは「もしもアメリカでのライブが無残なものになったら、お前を殺してやる。」とジョンを脅迫した。
テキサス州に到着した一行はドンの遺灰を撒くために寄り道をした。迂闊にも、バラクはドンの遺灰と間違えてフランクの食品粉末を散布してしまった。演奏の日が近付くにつれて、メンバーの仲はどんどん険悪になっていった。音楽性の違いが顕在化し口論が頻発するようになった。コンサートの日だというのに、クララとフランクが行方をくらませてしまった。慌てて2人を探しに行ったジョンは、ある通りでクララが錯乱状態に陥っているのを発見した。ジョンとフランクは必死でクララを宥めたが、クララはジョンの脚をナイフで突き刺してそのまま逃走してしまった。その後、クララは警察に逮捕された。ナナとバラクはため続けていたジョンへの憎悪を爆発させ、音楽祭前日にも拘わらずバンドを脱退した。ステージに立ったジョンとフランクだったが、フランクが歌唱を拒否したため、ジョンが1人で歌うことになってしまった。ジョンの歌唱が気に入らなかったフランクは暴れ出し、ステージをぶちこわした。モーテルに戻った2人は口論になり、ジョンはフランクのかぶり物を取ろうとした。何としてでも素顔を見られたくないフランクは慌ててモーテルを飛び出したが、運悪く自動車に轢かれてしまった。ジョンはフランクの後を追ったが、結局見失った。
数年後、フランクの行方を気にしていたジョンは、ひょんなことから彼の居場所を知ることができた。そこへ向かったジョンはフランクが何故かぶり物を身につけるようになったのかを知った。

## キャスト
※括弧内は日本語吹替。
- マイケル・ファスベンダー - フランク、バンドのリーダー。どういうわけだか、四六時中かぶり物をしている。(吹替：木内秀信)
- ドーナル・グリーソン - ジョン・バロウズ、プロのミュージシャンを目指している。
- マギー・ジレンホール - クララ・ワグナー、テルミンの弾き手。
- スクート・マクネイリー - ドン、バンドのマネージャーで音響も担当している。
- カーラ・アザール（英語版） - ナナ、バンドのドラマー。
- フランソワ・シヴィル - バラク、バンドのギタリスト。

フランクのかぶり物はフランク・サイドボトムのかぶり物を模したものであった。ファスベンダーはかぶり物を身につけた状態での演技を大いに楽しんだが、ジレンホールはフランクを前に真剣な演技をするのに苦労したのだという。

## 製作
本作はイギリスのコメディアン、クリス・シーヴィの持ちネタの一つであったフランク・サイドボトム（Frank Sidebottom）に着想を得た作品である。シーヴィは本作のアイデアに対し好意的であったと伝えられているが、完成した作品を見ることなく亡くなった。また、本作はダニエル・ジョンストンやキャプテン・ビーフハートにもヒントを得ている。本作の脚本を手掛けたジョン・ロンソンはサイドボトムのバンドのメンバーの一人であった。当初、本作はサイドボトムの伝記映画として製作されることも検討されていたが、最終的にはフィクションとして製作された。本作の主要撮影は2013年中に行われ、ロケ地にはアイルランドのダブリンとウィックロー県、アメリカのニューメキシコ州が選ばれた。
本作で使用された楽曲はスティーヴン・レニックスによって作曲されたもので、ポップミュージックと前衛ロックを組み合わせた楽曲になっている。レニックスは1980年代に自身がバンドで演奏していた頃の経験をヒントに本作の楽曲を作曲したのだという。なお、ソロンフォルブスの演奏は実際に俳優陣が演奏したものである。

## 公開
2014年1月17日、本作はサンダンス映画祭でプレミアを迎えた。プレミア上映に際して、来場者にフランクのかぶり物が配布された。4月25日には、ダブリンでヨーロッパプレミアを迎えた。全米公開に際して、ファスベンダーはコルベア・レポーにフランクとして出演した。

## 評価
- 本作は批評家から絶賛されている。映画批評集積サイトのRotten Tomatoesには153件のレビューがあり、批評家支持率は91%、平均点は10点満点で7.5点となっている。サイト側による批評家の見解の要約は「練りに練られた作品であり、とても面白い作品である。非日常的な要素も愛すべきものだ。『FRANK -フランク-』は不気味さだけが印象に残るという事態を回避し、観客を心から感動させる物語になっている。しかも、観客を思考へと誘ってくれる。」となっている[17]。また、Metacriticには33件のレビューがあり、加重平均値は75/100となっている[18]。
- 『デイリー・テレグラフ』のアンバー・ウィルキンソンは本作に5つ星評価で4つ星を与え、「型破りでパンクの精神がある作品」と評した[19]。『ガーディアン』のピーター・ブラッドショーは本作に5つ星評価で星4つを与え、「『FRANK -フランク-』は風刺でもあり、（フランク・サイドボトムの）伝記映画でもあり、コメディ調のブロマンスでもある。しかし、何とも不気味な作品であるからこそ、同作は佳作たり得ている。」と称賛している[20]。
- 第17回英国インディペンデント映画賞では5部門にノミネートされ、脚本賞（ロンソンとストローハン）と技術賞（レニックス）を受賞した[21]。